# (32017) 2000 HC77
2000 HC77 (asteroide 32017) é um asteroide da cintura principal. Possui uma excentricidade de 0.20255140 e uma inclinação de 3.11322º.
Este asteroide foi descoberto no dia 27 de abril de 2000 por LINEAR em Socorro.